# 相楽木綿
相楽木綿（さがなかもめん）は、京都府相楽郡木津町（現・木津川市）の相楽（さがなか）地区で昭和初期まで作られていた絣木綿。
第二次世界大戦で糸の入手が困難になり、戦後は木綿は工場による機械織りになっていったため、いったん途絶えた。京都府立大学教授の奥村萬亀子が1987年から1989年にわたって行った京都府南山城地域の調査で相楽木綿という織物があったことが紹介された。その後、2004年10月の京都府立山城郷土資料館での展示「相楽木綿　―南山城の木綿と綿作―」で奥村が収集してきたものや近隣の民家に保存されていた当時の資料などが紹介された。